# Cerro Prieto
Cerro Prieto  (en cocopa: Wee Ñaay, lit.  'Turó fosc') és un volcà situat a una trentena de quilòmetres als SSE de Mexicali a l'estat mexicà de Baixa Califòrnia. Es troba en una fractura continental activa, que és de transició entre el sistema de falles transformades de San Andrés, al nord, i la dorsal del Pacífic Oriental, al golf de Califòrnia, al sud. Aquest centre d'expansió també és responsable d'un gran camp geotèrmic, que ha estat aprofitat per generar energia elèctrica per la Central Geotèrmica de Cerro Prieto..
L'única característica volcànica superficial és un petit dom de lava de dacita de 223 metres d'alçada que té un cràter de 200 metres d'amplada. Es creu que es va formar durant una sèrie d'esdeveniments que van tenir lloc entre 100.000 i 10.000 anys enrere.